# Мамбо
Мамбо — парний кубинський танець африканського походження.

## Історія
Мамбо з'явився в 1940-х на Кубі. Батьками цього танцю стали Оділіо Урфе й Арсеніо Родригес. На відміну від сальси, меренге й ламбади, мамбо не має чітко виражених фольклорних коренів, тому що створювався штучно.
МАМБО, як і Румба, Сальса, Ча-ча-ча, народилася на Кубі. Слово «мамбо» утворилося, швидше за все, від імені бога війни, якому на Кубі у далекому минулому був присвячений обрядовий танець. Нинішня форма Мамбо народилася в 40-і роки в результаті злиття афро-кубинских ритмів і джазу. Плотський і заводний Мамбо підкорив світ простотою виконання і тим, що його можна танцювати поодинці, в парі і цілою групою. Широку популярність Мамбо також знайшла і завдяки кіно. Серед відомих фільмів слід назвати декілька, в яких цей танець використовується як засіб зваблювання.
Це відомі картини «Мамбо» (1954), що стали класичними, «Королі мамбо» з Антоніо Бандерасом і Арманом Ассанте і, звичайно ж, «Брудними танцями» з незрівнянним Патріком Суезі в головній ролі. Саме після цього фільму популярність Мамбо в танцювальних школах стала рости в геометричній прогресії. І сьогодні мільйони людей у всьому світі беруть уроки цього шалено красивого, запального і плотського танцю.

Цікаво, що назву «мамбо» приписують знаменитим чаклунам вуду, здатних занурювати людину в гіпнотичний транс. Вважалося, що вони зуміли вкласти в мамбо частину своєї магії. Танець був засуджений католицькою церквою або заборонений владою в ряді латиноамериканських країн, що тільки додало йому популярності
До початку 1950-х слава мамбо докотилася до США. Танець був представлений голлівудській публіці знаменитим оркестром Переса Прадо й відразу став надзвичайно популярним. Завдяки таким хітам, як «Mambo № 5», «Mambo № 8», «Mambo Jambo» і «Guaglione», мамбо й став тим танцем, що так добре знають і люблять у всьому світі.